# Trilla
Trilla este al doilea album al rapperului american Rick Ross, fiind lansat pe data de 11 martie 2008. Primul single oficial a fost „Speedin'”, fiind o colaborare cu artistul R&B R. Kelly. „Street Money” feat Flo Rida a fost programat să devină al doilea extras de pe single, dar a fost abandonat. Al doilea single oficial extras a fost „The Boss” feat T-Pain. Al treilea single extras a fost „Here I Am” împreună cu Nelly și protejatul său, Avery Storm. Pe album mai apar și alți artiști precum DJ Khaled, Mannie Fresh, EbonyLove, Trey Songz, Jay-Z, Lil Wayne, Trick Daddy, Young Jeezy, Triple C's, Brisco, Rodney & J Rock. Ultimul videoclip al lui Rick Ross a lansat pentru piesa „This Is the Life” feat Trey Songz pe 24 iulie 2008.

## Vânzări
„Trilla” a debutat pe primul loc în topul Billboard 200, astfel devenind cel de-al doilea succes al lui Rick Ross, de acest gen. A vândut 198,375 de copii în prima săptămână de la lansare, devansând albumele lui Snoop Dogg „Ego Trippin'” și „The Elephant in the Room” al lui Fat Joe raportat la numărul de albume vândute.. În cea de-a doua săptămână, a căzut două locuri în top, având vanzări de 90,344 copii. În a treia săptămână, a vândut 51,447 de copii, ajungând până la un total de 340,747 unități vândute. După nouă săptămâni, deja erau pe achiziționate peste 465,719 de unități, apropiindu-se astfel de discul de aur.
În a doua săptămână a lunii mai, se vânduseră 17,516 de copii, albumul fiind cumpărat în peste 501,566 de unități, și atingând nivelul Discului de Aur. La sfarșitul lui august „Trilla” era vândut în peste 658,439 de copii.

## Ordinea pieselor
| #  | Titlu                                         | Producător(i)               | Invitat(ți)                       | Timp |
| -- | --------------------------------------------- | --------------------------- | --------------------------------- | ---- |
| 1  | „Trilla Intro”                                | J.U.S.T.I.C.E. League       |                                   | 2:54 |
| 2  | „All I Have in This World (Japanese Denim)”   | Mannie Fresh                | Mannie Fresh                      | 4:02 |
| 3  | „The Boss”                                    | J.R. Rotem                  | T-Pain                            | 3:45 |
| 4  | „Speedin'” ( Get's you a ticket)              | The Runners                 | R. Kelly                          | 3:25 |
| 5  | „We Shinin'”                                  | Bink!                       |                                   | 3:56 |
| 6  | „Money Make Me Come”                          | Drumma Boy                  | EbonyLove                         | 3:31 |
| 7  | „DJ Khaled Interlude”                         | DJ Khaled                   | DJ Khaled                         | 1:29 |
| 8  | „This Is the Life”                            | Elvis „Blac Elvis” Williams | Trey Songz                        | 4:25 |
| 9  | „This Me”                                     | DJ Toomp                    |                                   | 3:47 |
| 10 | „Here I Am”                                   | Drumma Boy                  | Nelly Avery Storm                 | 3:29 |
| 11 | „Maybach Music”                               | J.U.S.T.I.C.E. League       | Jay-Z                             | 4:08 |
| 12 | „Billionaire”                                 | J.U.S.T.I.C.E. League       |                                   | 4:12 |
| 13 | „Luxury Tax”                                  | J.U.S.T.I.C.E. League       | Lil Wayne Trick Daddy Young Jeezy | 4:44 |
| 14 | „Reppin My City”                              | Jean "J Rock” Borges        | Triple C's Brisco                 | 4:17 |
| 15 | „I'm Only Human”                              | DJ Nasty & LVM              | Rodney                            | 3:38 |
| 16 | „Ridin' Thru the Ghetto” (piesă bonus iTunes) | Los Vegaz                   | Triple C's J Rock                 | 5:03 |

## Sample-uri
All I Have in this World (Japanese Denim)
- Extras din filmul „Scarface”
- „Scarface” de The Geto Boys

The Boss
- „Broken Wings” de Mr. Mister
- „Blue" de Diana Ross
- „Paul Revere" de Beastie Boys

Speedin
- „Hello, Chicago" de The Dramatics

This Me
- Conține elemente din piesa „Big Brother" de Kanye West

Here I Am
- „Lately” de Stevie Wonder

Maybach Music
- „And I Love Him” de Friends of Distinction

Billionaire
- „I'm In Love” de Nancy Wilson

Luxury Tax
- „I Wanna Write You A Love Song” de David Oliver

I'm Only Human
- „Human” de Human League

## Poziția în topuri
| Top (2008)                            | Poziția |
| ------------------------------------- | ------- |
| U.S. Billboard 200                    | 1       |
| U.S. Billboard Top R&B/Hip-Hop Albums | 1       |
| U.S. Billboard Top Rap Albums         | 1       |
| Canadian Albums Chart                 | 14      |